# Lijst van acteurs en actrices in Onderweg naar Morgen
Dit is een lijst van acteurs en actrices die een rol (hoofd-, bij- of gastrol) spelen of hebben gespeeld in de soapserie Onderweg naar Morgen. Sommige rollen werden door meerdere personen gespeeld, vandaar dat achter sommige karakternamen het getal 1 of 2 is toegevoegd. De lijst is niet volledig. 

## Vaste personages

### A
| Acteur                 | Personage            | Periode   |
| ---------------------- | -------------------- | --------- |
| Evrim Akyigit          | Elif Özal (#2)       | 2005-2007 |
| Elvan Akyıldız         | Elif Özal (#1)       | 2004      |
| Juliette van Ardenne   | Marjet Bartels       | 2008      |
| Vivienne van den Assem | Lizzy Vehmeijer (#1) | 2001-2003 |

### B
| Acteur             | Personage              | Periode         |
| ------------------ | ---------------------- | --------------- |
| Wim Bax            | Serge van Mieghem      | 1998-2001, 2003 |
| Bettina Berger     | Renée Couwenberg       | 1994-2005       |
| Rosita Boedhoe     | Ruby Moret             | 1998-1999       |
| Herman Boerman     | Frank Reitsema (#1)    | 1994-2000       |
| Casper van Bohemen | Rutger Helligers (#2)  | 1996-1997       |
| Annelieke Bouwers  | Sanne Klein            | 2004-2010       |
| Eric Bouwman       | Tonnie de Vries        | 2004-2008       |
| Tamara Brinkman    | Babette Couwenberg     | 1997-2001, 2003 |
| Wendy Brouwer      | Margot Reitsema (#2)   | 1997-2003       |
| Michaël van Buuren | Jurriaan van Elst      | 1994-1995       |
| Robin Brandenburg  | Pascal Wertheimer (#1) | 2005            |

### C
| Acteur                       | Personage            | Periode   |
| ---------------------------- | -------------------- | --------- |
| Yolanthe Cabau van Kasbergen | Julia Branca         | 2005-2008 |
| Hicham Chairi Slaimani       | Yousef El-Bassity    | 2005-2010 |
| Iwana Chronis                | Reina de Zeeuw (#2)  | 1995-1997 |
| Sarah Chronis                | Eva Persijn          | 2006-2009 |
| Simone Cobben                | Tara van Walsum (#2) | 2004-2006 |

### D
| Acteur           | Personage            | Periode         |
| ---------------- | -------------------- | --------------- |
| Margot van Doorn | Merel Mascini        | 1996, 1997-1999 |
| Eva Duijvestein  | Reina de Zeeuw (#1)  | 1994-1995       |
| Marina Duvekot   | Margot Reitsema (#1) | 1994-1995       |

### E
| Acteur              | Personage      | Periode   |
| ------------------- | -------------- | --------- |
| Natalie Edwardes    | Tess Lindeman  | 2008-2010 |
| Corinne van Egeraat | Julia Fontaine | 1996-1997 |
| Gaston van Erven    | Jan Reitsema   | 1994-1995 |

### F
| Acteur         | Personage             | Periode                    |
| -------------- | --------------------- | -------------------------- |
| Mimi Ferrer    | Aïsha Amal            | 1997-2001, 2003            |
| Roel Fooy      | Sander Overbeeke      | 1994-1996                  |
| Sander Foppele | Daan Starrenburg (#2) | 2000-2003, 2004, 2005-2008 |

### G
| Acteur           | Personage       | Periode    |
| ---------------- | --------------- | ---------- |
| Peter de Gelder  | Bennie Carstens | 1994, 1995 |
| Lauretta Gerards | Malú Branca     | 2006-2010  |

### H
| Acteur            | Personage                    | Periode         |
| ----------------- | ---------------------------- | --------------- |
| Robert de la Haye | Niels Richter                | 2003-2007, 2008 |
| Sander de Heer    | Marnix Klein                 | 2004-2010       |
| Judith Hees       | Elisabeth Ansingh-Benistante | 1994            |

### I
| Acteur         | Personage            | Periode   |
| -------------- | -------------------- | --------- |
| Youssef Idilbi | Sid Porter           | 2002-2003 |
| Tim Immers     | Ravi Wertheimer (#1) | 1997-2001 |

### J
| Acteur              | Personage          | Periode         |
| ------------------- | ------------------ | --------------- |
| Frits Jansma        | JP                 | 1994-2010       |
| Berber Esha Janssen | Donna Brinkman     | 2010            |
| Tanja Jess          | Marjolijn Curie    | 2004-2005       |
| Chris Jolles        | Luciel Starrenburg | 2000-2002, 2003 |
| Jop Joris           | Joost van Walsum   | 2002-2008       |
| Katarina Justic     | Shirina Delic      | 2004-2010       |

### K
| Acteur              | Personage             | Periode               |
| ------------------- | --------------------- | --------------------- |
| Petra Kagchelland   | Iris Overbeek         | 2004-2006, 2007, 2008 |
| Antonie Kamerling   | Ron Raven             | 2005                  |
| Seth Kamphuijs      | Ticho Steiner         | 1999-2000             |
| Levi van Kempen     | Junior Couwenberg     | 2005-2010             |
| Marjolein Keuning   | Joyce Couwenberg (#1) | 1994-1996             |
| Anouck Klomp        | Tara van Walsum (#1)  | 2003-2004             |
| Sabine Koning       | Yvonne Hulst          | 2004-2005             |
| Gürkan Küçüksentürk | Ilyas Cabar           | 2004-2010             |

### L
| Acteur            | Personage    | Periode   |
| ----------------- | ------------ | --------- |
| Sebastiaan Labrie | Olaf Zwart   | 2000-2002 |
| Mick de Lint      | Jasper Klein | 2009-2010 |

### M
| Acteur                | Personage             | Periode                               |
| --------------------- | --------------------- | ------------------------------------- |
| Hidde Maas            | Arthur van Walsum     | 2003-2004                             |
| Bo Maerten            | Kim Klein             | 2008-2010                             |
| Niels Megens          | Daan Starrenburg (#1) | 2000                                  |
| Manouk van der Meulen | Daphne Simons         | 1994-1996, 1997-1998, 2001-2002, 2004 |
| Tom Mickers           | Carlo Breidenbach     | 2003-2004                             |
| Marjena Moll          | Anna Persijn          | 2006-2008                             |
| Melline Mollerus      | Lisette Krol          | 1994-2005                             |
| Hero Muller           | Cor de Zeeuw          | 1994-1998                             |

### N
| Acteur                | Personage         | Periode |
| --------------------- | ----------------- | ------- |
| André Arend van Noord | Pim Reitsema (#2) | 2001    |

### O
| Acteur           | Personage            | Periode         |
| ---------------- | -------------------- | --------------- |
| Jackie van Oppen | Suzanne van Wetering | 1994-1995, 1996 |
| Dennis Overeem   | Bram de Boei         | 2001-2004       |

### P
| Acteur         | Personage            | Periode   |
| -------------- | -------------------- | --------- |
| Fem Petraeus   | Ariël Visser         | 2002-2004 |
| Kim Pieters    | Claire Simons        | 2001-2005 |
| Nikkie Plessen | Lizzy Vehmeijer (#2) | 2003-2005 |
| Patty Pontier  | Els Stam             | 1994-1995 |

### R
| Acteur              | Personage           | Periode         |
| ------------------- | ------------------- | --------------- |
| Ben Ramakers        | Miguel Zwart        | 1999-2000       |
| Kenan Raven         | Duuk de Ruyg        | 2001-2004       |
| Job Redelaar        | Pim Reitsema (#1)   | 1994-1997, 2001 |
| Miryanna van Reeden | Maus Dullaert       | 2009-2010       |
| Afke Reijenga       | Lotus Verburg       | 1998-1999       |
| Aram van de Rest    | Chris Vroman        | 2004-2008       |
| René Retèl          | Steven Ansingh      | 1994            |
| Pauline van Rhenen  | Aafke Reitsema      | 1994-2004       |
| Franky Ribbens      | Melle Hartman       | 1996-1997       |
| Robin Rienstra      | Hugo van Walsum     | 2002-2005       |
| Frank Rigter        | Frank Reitsema (#2) | 2000-2001       |
| Ilana Rooderkerk    | Esmée Klein         | 2005-2010       |
| Monique Rosier      | Annemarie de Graaf  | 2005-2007       |

### S
| Acteur           | Personage              | Periode         |
| ---------------- | ---------------------- | --------------- |
| Jörgen Scholtens | Sytze Eyzinga          | 2008-2010       |
| Martin Schwab    | Gyman Rhemrev          | 1994-1996       |
| Jasmine Sendar   | Kyra Isarin            | 2001-2009       |
| Joep Sertons     | Paul de Ridder         | 1995-1998       |
| Karina Smulders  | Lotje Konings          | 1996-1998, 1999 |
| Anna Speller     | Jacqueline Brunel (#2) | 2010            |

### T
| Acteur           | Personage                                    | Periode                   |
| ---------------- | -------------------------------------------- | ------------------------- |
| Dirk Taat        | Alex Luzack                                  | 2008-2010                 |
| Pamela Teves     | Bettina Wertheimer (#1) Annemarie Wertheimer | 1994-2010 1997-1998, 2010 |
| Dieter Troubleyn | Ravi Wertheimer (#2)                         | 2007-2008                 |

### V
| Acteur              | Personage             | Periode         |
| ------------------- | --------------------- | --------------- |
| Yvonne Valkenburg   | Irene de Vries        | 1994-1996       |
| Apolonia van Veen   | Wanda Zevenster       | 1995-1997       |
| Annemieke Verdoorn  | Joyce Couwenberg (#2) | 1996-2008       |
| Jos Verest          | Rutger Helligers (#1) | 1996            |
| Sascha Visser       | Sam Massini           | 2006-2008       |
| Dominique van Vliet | Ellen Evenhuis        | 1995-2004, 2008 |
| Pim Vosmaer         | Bob Simons            | 1994-1997       |
| Dolf de Vries       | Ed Couwenberg         | 1994-1999       |
| Jop de Vries        | Victor Couwenberg     | 1994-2003, 2005 |

### W
| Acteur                  | Personage              | Periode         |
| ----------------------- | ---------------------- | --------------- |
| Juan Wells              | Bento do Carmo         | 1999-2001       |
| Monique van der Werff   | Suzy de Ruyg           | 2002-2003       |
| Beppie van Wijk         | Lara Evenhuis          | 2000-2001       |
| John Williams           | Maurice Seegers        | 2001-2002, 2003 |
| Bob Wind                | Maarten Luzack         | 2008-2010       |
| Miljuschka Witzenhausen | Jacqueline Brunel (#1) | 2008-2010       |

### Z
| Acteur       | Personage            | Periode   |
| ------------ | -------------------- | --------- |
| Chris Zegers | Sasza Nagy           | 1997-1999 |
| Tim Zweije   | Jannes Reitsema (#2) | 2001-2002 |

## Gastacteurs

### A
Klaled Allam - Farid Amal (#2) (1999)
Caroline Almekinders - Sofie Mascini (1997)
Nabil Aouled Ayadi - Yousef El-Bassity (#2) (2008)
Mischa Ardon - Paul de Man (2000)
Jacqueline Aronson - Escortgirl (1996)
David Asser - Automobilist (1995)
Abdenbi Azzaoui - Farid Amal (#1) (1998)

### B
Danny ten Brummelaar - Albert den Ouden - (2009)
Jeremy Baker - Aspirant sektelid René (1995)
Femke Bakker - Brenda Jongsma (1996)
Rebecca Bakker - Kim Blommers (2003-2004)
Annelies Balhan - Magda Zevenster (1995)
Dennis Barten - Tommy Nooy (1996-1997)
Saskia Bastiaan - Lise Basten (2000)
Suzanne Becht - Ex-vriendin van Rutger Helligers (1996)
Rodney Bedall - William F. Mendell (1994-1995)
Louis van Beek - Joachim Füller (2006)
Tom van Beek - Berend-Jan Arends (1999)
Tim Beekman - Luc van Duyvenvoorde (1997)
Hein van Beem - Arno Zeeveld (1997)
Ansje Beentjes - Hannah de Zeeuw (1997)
Walid Benmbarek - Ibrahim El-Bassity (2009-2010)
Leon van den Berg - Pascal Verlinden (2000)
Alexander van Bergen - Jacques van Muiden (1996)
Marcel Bertsch - Richard Kroon (1995)
Caroline Beuth - Floor Wagenaar (2005)
Lotje van der Bie - Renate (2005)
Ferdinand Biesheuvel - Sjoerd van der Berg (1996) / Meneer Prins (1999)
Ab van den Biggelaar - Timen Battenburg (2005)
Marco Bijsterbosch - Wesley Bakker (2007)
Christine Bijvanck - Jet van Sprang (1996-1997)
Sanne van Binnendijk - Nathalie van Leeuwen (1995)
Gaby Blaaser - Manon (2006)
Alexandra Blaauw - Nora van Diemen (2002/2003)
Ricardo Blei - Mitchel Steenkamp (2007-2008)
Gert den Boer - Jan Jaap (2006)
Marit van Bohemen - Carlijn van Bussum (2001-2002)
Filip Bolluyt - Wouter Lansink (2002, 2003)
Lia Bolte - Moeder de Jong (1998)
Ewout Bomert - Maarten Bolhuys (2002)
Bart Boonstra - Boris de Jong (2007-2008)
Chris Borowski - Jeffrey (2006)
Seraphine Bottenberg - Zuster Els (1994)
Wouter Braaf - Roderick Frommer (2010)
Liliane Brakema - Mandy (2008)
Bas van Brecht - Richard (2005)
Eric van den Brink - Johan Schierman (1995)
Manuel Broekman - Lex Citroen (2002-2003)
Bart Boonstra - Boris de Jong (2007-2008)
André Breedland - receptionist hotel Seepaert
Eddy Brugman - Bartelsman (1995)
Benja Bruijning - Jannes Reitsema (#1) (2000)
Christien de Bruin - Shira Keller (2004)
Fatima Buurman - Secretaresse (1994)

### C
Isis Cabolet - Floor van Zandt (2004)
Oya Cappelle Karisman - Moeder Amal (1999)
Roxanne Cools - Laura (2006)
Angélique Corneille - Niek Reitsema (1994)
Gerda Cronie - Mevrouw Sauers (1994)/ Moeder Isarin (2005, 2006)
Anna Crott - Interviewster TV Lokaal (1994)/ Louise Terborgh (1999)
Ramona Da Cruz Lopes - Jessica de Leeuw (2006)
Dorijn Curvers - Mirjam Huberts (1998)
Nancy Cys - Marianne Carstens (1994)

### D
Willemijn van Daal - Linda Moerman (2007)
Pim Daane - Bewaarder Freek (1995)
Guus Dam - Roeland Tjebbing (1995)/ Leo van Egters (2007)
Cilly Dartell - verzekeringsagente (1994)
Nasrdin Dchar - Ramses van Egters (2007-2008)
Rob Delhez - Bezorger Henk (1995)
Simone Delorme - Officier van Justitie (1996-1997)
Joost Demmers - Johan Huberts (1998)/ Berend van Vleuten (2005-2006)
Esperanza Denswil - Imani Ido Asad (2006-2007)
Anna van Diemen - Bertha Landman (1996)
Robert-Jan van Dijk - Simon Winter (1995)
Susanne Dijksterhuis - Evelien Keizer (2004)
Hilbert Dijkstra - Erik Krijnen (1994)
Marlous Dirks - Renske Zwart (2003)
Tingue Dongelmans - Irene (2008)
Anita Donk - Alexandra di Maxis (1996) / Leni (2006)
Dana Dool - Kees van der Wiel (1995)
Pia Douwes - Diana Luzack (2009-2010)
Tim Douwsma - Bink Broome (2007)
Sjoerd Dragtsma - Jeroen de Jong (2007-2008)
Esther Drente - Farah Din Jafari (2007)
Mitchell van den Dungen - Sjoerd Daniëls (2006)
Mylène Duyvestein - Zuster Sandra (1995) / Vanya van Bakel (1996-1997)

### E
Gwen Eckhaus - Eva Bilthoven (1996)
Joep van Egmond - Harry (1994-1995)
Henk Elich - Gigolo Martin (1995)
A.J. van de Esschert - Mark de Graaf (2002)

### F
Marcel Faber - Bewaarder Groenhuizen (1995)
Peter Faber - Melchior Vehmeijer (2001)
Kaltoun el Fan - Mevrouw El Adib (2008)
Janna Fassaert - Xena (2005)
Hans Karel Fienieg - Constant Berkels (2000)
Mariëlle Fiolet - Elizabeth de Ridder (1997)
Elcon Fleur - voetballer (1999)
Sophie Frankenmolen - Noa Stuger (2009-2010)
Deborah Freriks - Julia de Gooyer (2004)
Rob Fruithof - Kees de Boei (2003/2004)

### G
Esther Gast - Lotte Jacobs (1994-1995)
Ursul de Geer - Roeland Borgers (2006)
Sten Geerdink - Brave Hendrik (2008)
Hans van Gelder - Ferdi Engelsman (1994, 1995) / Han Brillenburg (1996)
Tjebbo Gerritsma - Junk (1995)
Bart van Gerwen - Elroy James (2008)
Daan Gescher - Maarten (2006)
Johann Glaubitz - Anton Dirckx (1994) / Bert Verhagen (1995, 1996)
Natasja Goedemans - Diane (1996)
Stella Gommans - Ingrid Rutte (2003-2004)
Marina de Graaf - José Zuiver (2005)
Hans van der Gragt - Dhr. Schelvis ((1995)
Metta Gramberg - Mevrouw de Weerd (1995)
Bas Grevelink - Rechercheur Wolthuis (1995)
Jhordy Groenland - Mo Cabar (2004)
Liesbeth Groenwold - Janneke Altes (2005)
Jan de Groot - Albert Hofman (2006-2007)
Frederik de Groot - Koen Ligthart (2004)
Tony Gruhn - Lars van Ekstrom (2002)

### H
Mounira Hadj Mansour - Rabia El-Bassity (2010)
Pepijn van Halderen - Ober restaurant Seepaert (1995)/ Dokter Suurland (2005)
Lydeke Härschnitz - Els van Garderen (#2) (1997)
Tanneke Hartzuiker - Notaris Brands (1995) / Kate Leeflang (1996-1997)
Dré Hazes - Bram Barends (2009-2010)
Marc Hazewinkel - Chris Gomez (1996-1997)
Hans van Hechten - Gerard van Lieshout (1996)
Margreet Heemskerk - Lise Ygil (moeder van Irene de Vries) (1996)
Sander de Heer - Menno Altveer-Collenburgh (1994)/ Marnix Klein (2004-2010)*
Saskia van der Heide - Sarah Haagens (2000)
Niels Hermaans - Stef Martens (2008)
Ilse Heus - Nico Schaap (2004)
Ad Hoeymans - Hugo Scherpenzeel (1994)
Leo Hogenboom - dokter Jensen (1997)
Christine van der Horst - Casinogast (1995)
Luc van Houte - Geert van Krimpen (2008)
Rob van Houten - Anton Brouwer (1999)
Boudwijn van Hulzen - Martin Johnson (1999)
Guido van Hulzen - Levi Duynstee (2003-2004)

### I
Daniëlle Isselt - Carmen do Carmo (2001)

### J
Harold Elmer Janssen - Sidney Treurniet (1997)
Tobia Jantzen - Dagmar Brood (1996-1997)
Arthur Japin - Wim Vervoort (1995)
Tanja Jess - Secretaresse (1994)/Stella Dietens (1997)
Danny de Jong - Gyman Couwenberg (2004-2005)
Jet de Jong - Gerda (1994-1995)
Johanis de Jong - Gabriël Beentjes (1998)
Michiel de Jong - Mischa Arends (2003)

### K
Norbert Kaart - Gedetineerde Wout (1995)
Inez Kalkman - Yvonne (2007)
Sandy Kandau - Nathalie (2004)
Albertine de Kanter - Zuster Olga (1994)/ Anja Schuuring (1995-2005)
Geraldine Kemper - Monique van Lansloot (2010)
Maiko Kemper - Marcel Boomgaard (1995)
Michiel Kerbosch - David Dupont (1999)
Soner Keskin - Karif Baz (2010)
Fleur van der Kieft - Iris (1999)
Casper Knipscheer - Jason de Boer (2003)
Koos van der Knaap - Leverancier Bodegraven (1995)
Danny de Kok - Brian de Koning (2004)
Edward Koldewijn - Casper Bergman (1998)
Hugo Konings - Abel Hagen (1998)
Stay-C de koning- Luna (van tweeling Sam en Luna 2003)
Valentijn Komin- Sam(van tweeling Sam en Luna 2003)
Jan Kooijman - Just Klarenbeek (2006)
Tom van Kooten - Yannick de Boei (2002)
Guuske Kotte - Mevrouw van Leeuwen (1995) / Bettina Wertheimer (#2) (1999, 2000-2001)
Anna Kraakman - Doris de Boei (#1) (2004)
Anke Kranendonk - Colette Dubois (1999)
Arnost Kraus - Adri Mans (2008-2009)
Sylvia Kristel - Trix Odijk (1996)
Marc Krone - Martin Hagen (1998)
Richard Kühne - Peter van Zijl (1995)
Rob van Kuil - Hans Raven (2002-2003)
Pieter Kuijpers - Alex de Ridder (1995)
Mike Kuyt - Hans Landman (2005)
Giam Kwee - Madelief Tjong Foo (1998-2001)

### L
Mark van der Laan - Rob Bartels (2008)
Robert van Laar - Dave (2005)
Irene van de Laar - Priscilla Bouvier (2002-2003)
Barbara Labrie - gynaecologe Van Wonderen (2008)
Pim Lambeau - Anna Donkers (1994)
Joost Laterveer - Bewaarder Piet (1995)
Robert van Leeuwen - Steven ten Berghe (1997)
Roscoe Leijen - Danny (2006)
Naomi Liefeld - Lonneke Martens (2008)
Iris Lind - Ineke Plantinga (1995)
Joop van der Linden - Bosselaar (1995)
Rob ter Linden - Robert Geurts (1999)
Genelva Lo-Kioeng-Shioe - Sylvie Krogt (2007)
Ingmar Loof - Steven de Bruijn (1995)
Biellie-Dee Luewis - Louise do Carmo (2001)

### M
Leander Maas - Sjoerd Daniels (2007-2008)
Moniek van Male - Anneke Breidenbach (2003)
Dave Mantel - Pieter van Velzen (2009-2010)
Mikael Martin - Kennard Bos (1994)
Patrick Mathurin - Johnny Elbers (2008)
Rob van de Meeberg - aannemer Van Stralenhof (1995)
Karin Meerman - Jolanda (1995)
Bastiaan van Meeteren - Stijn van Rooyen (2004-2005)
Tim Meeuws - John Struik (1995)
Kim-Lian van der Meij - Linda Smit (2009-2010)
Just Meijer - Peter Huygens (1995)
Mike Meijer - Bob (2006)
Natasja Meijer - Croupier (1995)
Frank Meijers - Bart Wingelaar (1995-2000)
Martin Mens - Van Vliet (1995) / Fred Spijkerman (2004)
Rafaela van de Meulen - Maria Gorter (2002)
Bea Meulman - Karin de Boei (2003/2004)
Miodrag Milojevic - Zoltan Kuti (1998)
Joe Montana - Hans Grevers (1998-1999)
Christiaan Montanus - Hillard Kroon (2004, 2005)
Steven Moonen - Jean-Pierre (1997)
Fatima Moreira de Melo - Ellis van der Pol (2009)
Rudy Morren - Philip Verdonck (1995)
Alex Mous - Agent Lex (1995)
Freek van Muiswinkel - Bernhard Carstens (1994)
Kirsten Mulder - Frida Hawinkel (2003-2004)
Saskia Mulder - Amber Kleijweg (2003)
Hans de Munter - Ronald van Kalkhoven (1994-1995)
Julika Marijn - Gina Rodriguez (1997-1998, 1998-1999)

### N
Nikki Namysl - Sektelid Paula (1995) / Louise Bankers (2002)
Guusje Nederhorst - Angela Bolhuys (2002)
Gijs Nollen - Richard Kals van Uffort (2006)
Jan Nonhof - David Keizer (1994)
Ed Nouwen - Ben Groen (2003)
Marlous Nova - José Ligthart (2004)
James Nunes - Sibu Makebe (1996)
Anousha Nzume - Hetty van der Laan (1994)

### O
Vefa Ocal - André van Latum (1998)
Marck Oostra - Piet Bakker (2002)
Valentijn Ouwens - Charles van de Boogaard  (1994)
Jasper van Overbrugge - Thomas Koenen (2003)
Dennis Overeem - Agent Steven (1997)/ bouwvakker Jan (1998)
Martijn Oversteegen - Gedetineerde Rudy (1995)
Said el Ouakili - Agent Mo (2006)

### P
Niek Pancras - Oscar Couwenberg (2003)/Frits Brinkman (1994)
Paula Petri - Rosa Kassani (1996)
Jeroen Phaff - Faber (2006)
Nikkie Plessen - Marieke de Jong (1998)
Sven Polak - Oscar (2008)
Dirk van der Pol - David Noordhoff (2002)
Tom Pompert - Justus Venema (2003)
Peter Post - Willem De Vos (1997)
Winston Post - Jeroen Veenstra (2006)
Lisa Portengen - Heleen Hagen (1998)
Bart Poulissen - Bert van Kleef (2006)
Thomas Puskailer - Vladimir Valikov (2002)
Joris Putman - dronken jongen (2002)/Ivo Heyblom (2009)

### R
Roelant Radier - Michael Verkerck (1996)
Tatiana Radier - Erica van Hasselt (1999)
Mark Ram - Niels (1995)
Carla Reitsma - Lara Goudsmid (1998)
Sjoera Retèl - Leonie Klein (2008-2009)
Mike Reus - Stephan Brouwer (2005)
Dick Rienstra - Robin van der Kade (2001)
Tim van Rijk - Wessel (2006)
Christiaan Röllich - Arnout (1997)
Geert Jan Romeijn - Tipgever Karel (1996) / Dirk Barvoet (1996)
Olaf de Rooij - Arend Hoekstra (1997, 1998)
Wouter van Roosmalen - Sam (van tweeling Sam en Luna) (2003)
Thijs Roovers - Ronald Kester (1995)
Abdallah Rouached - Saïd Amal (1998)
John Rouvroye - Bewaarder Jef de Groot (1995)
Joshua Rubin - Elvis Blommers (2003)

### S
Ahmed Sallah - Vader Amal (1999)
Jeffrey Salomonson - Zingende bezorger (2003)
Anthony Al Sam - Sjaak (2008)
Joris van de Sande - Karel Jensen (2006-2007)
Frank Schaafsma - Steve Visser (1997)
Ralph Schippers - DJ Bo (2003)
Hidde Schols - Olaf Kleemann (1994-1995)
Huub Scholten - Alexander Steiner (1999)
Kasper Scholten - Kasper van Mierlo (2006)
Bob Schwarze - Journalist Ten Damme (1996)/ Louis Daalder (1996-1997)
John Serkei - Pastoor (1994) / Rechter Commissaris (1998, 1999)/ Frank Scholten (2006-2007)
Wim Serlie - Bernhard de Wolf (1995) / Pieter van Heuven (1996)
Awisa Shamshiri - Fatima El-Bassity (2008)
Pieter Siertsema - "Verpleger" (1995)
Sonja Silva - Hester Lefebre (2003)
Aldevina Da Silva - Mirjam Luzack (2009-2010)
Ergun Simsek - Agent Han (1995) / Vader Cabar (2005-2008)
Annieke Sloet van Oldruitenborgh - Noor Barends (2005)
Beatrijs Sluijter - Judith Couwenberg (#1) (1994)
Monique Smal - hoerenmadam (1994)
Ger Smit - Arthur Vecht (1994)
Peter Smits - Nick Bruinsma(1996)
Diana Sno - Psychologe Ineke (1996)
Liz Snoijink - Leonore van Haaften (2006)
Jermain Soetosenojo - Sjoerd Daniëls (2006)
Ruben Solognier - Roy Koning (2009)
William Spaaij - Lars Tijger (2010)
Jeffrey Spalburg- Tom de Kort (2001)
Cees Spanbroek - Arjo Vroman (#1) (2004)
Jeroen Stam - architect Ton (1994)/ Thomas Merkelbach (1995)
Maeve van der Steen - Mevrouw Kromhout (1995)/ Marja Lindeman (2008, 2010)
Bert Stegeman - Adriaan Kreuger (1998)
Edward Stelder - Seb Vliersma (1996)
Maaike Stutterheim - Judith Couwenberg (#2) (2003)
Alden Susa - Ray (2006)
Ineke Swanevelt - Rosa (1995)

### T
Chris Tates - Arjo Vroman (#2) (2005)
Marcus van Teijlingen - psycholoog (2010)
Pieter van Terheijden - Justus Brederode (1997)
Pamela Teves - Annemarie Wertheimer (1997, 2007, 2009-2010)
Waldemar Torenstra - Charles van Zuidwijck Beemster (1999)
Iboya Triz - Juliette Helgers (2001)
Dieter Troubleyn - Ravi Wertheimer (#2) (2007-2008)
Alwien Tulner - Estelle Roggeveen (2005)

### U
Buse Unlu - Esra Karadeniz (2007-2008)

### V
Bram van der Veen - Jasper Bronkhorst (2000-2001)
Apolonia van Veen - Anouschka Machielsen (1995)
Janine Veeren - Mevrouw Bakker (1994)
Jos Veldhuizen - Leo Plantinga (1994)
Fred Velle - Klant Café De Engel (1994)
Bert Verboom - Agent Rob (1995)
Ellen Verheij - Dokter Steinman
Jan Verhoeven - Herman Bresser (1994)
Sanny Verhoeven - Liza Vreeland (2008)
Esther Eva Verkaaik - Tessa (1998)
Rene Vernout - Peter Kleemann (1995)
Bert Verploegh Chassé - Casinogast (1995)
Simon Versnel - Emanuel Huibregts (2004)
Pim Veth - Dennis (1997)/ Clint Bronkhorst (2000-2001)
John Vis - Jim Bleker (2001)
Bert Vos - dokter Van Eck (2001)
Dieke de Vries - Sylvia Wingelaar (1999)
Fabienne de Vries - Bobby Fischer (2001)/Nicky Fischer (2002)

### W
Eva Marie de Waal - Babette Couwenberg (#2) (2000)
Maya Wahlen - Doris de Boei (2004)
Kevin Wekker - Germaine (2006)
Esther Werneke - Rietje van den Berg (1996)
Marieke Westenenk - Sanne Klein (#2) (2010)
Roelie Westerbeek - Therese van Dalen (1999)/Mevrouw Faber (2005)
Daan Weterings - Diederik Bahrends (2003)
Dick Wempe - Meneer Eggink (2002)
Bing Wiersma - Frits van Thuringen (1994-1995)
Frank Wijdenbosch - Paul de Kort (2001)
Martin Wippo - Rob de Leeuw (1997)
Tom de Wit - François Durant (2002)
Linda de Wolf - Els van Garderen (#1) (1996-1997)
Dick Woudenberg - Frans Kuipers (1994, 1995, 1996, 1997, 1998, 1999-2001)
Loes Wouterson - Linda Verkerck (1996)
Edgar Wurfbain - Pieter {klant De Engel) (1996)/ Chris Vroman (#2) (2005)

### Z
Valerio Zeno - David Selie (2008-2009)
Philip Ziegler - Pasja van Dijk (2006)
Hans Zuijdveld - Rien Koster (1994-1995) / Ab Dammers (1995)
Wobbe Zwart - Dealer (1995) / Richard Nooyer ("De Stem") (1995)